# Upper Stowe
Upper Stowe är en by i Northamptonshire i England. Byn är belägen 9 km 
från Daventry. Orten har 89 invånare (2009).